# U 14 (1936)
El U 14 o Unterseeboot 14 fue un submarino alemán de la Kriegsmarine, correspondiente al Tipo IIB, usado en la Segunda Guerra Mundial desde distintas bases hasta que fue echado a pique por su propia tripulación el 2 de mayo de 1945. En sus seis patrullas de combate, logró hundir 9 buques con un Registro bruto combinado de 12 344 toneladas.

## Construcción
Se ordenó la construcción del pequeño submarino costero U 14 el 2 de febrero de 1935, tras lo cual su quilla fue puesta sobre las gradas de los astilleros Deutsche Werke AG de Kiel el 6 de julio de 1935. Fue botado el 28 de diciembre de 1935 y tras la finalización de sus obras, fue entregado a la Kriegsmarine el 18 de enero de 1935, que lo puso bajo las órdenes del Oberleutnant Victor Oehrn.

## Historial
Tras el inicio de la Segunda Guerra Mundial, el 30 de agosto de 1939 abandonó Memel al mando del Kapitänleutnant Horst Wellner en su primera patrulla de combate con rumbo a la costa polaca. El 3 de septiembre de 1939, el U 14 atacó a un submarino polaco y anunció su hundimiento. Pero en realidad el submarino polaco ORP Sep no fue dañado, ya que el torpedo lanzado por el U 14 explotó prematuramente. Retornó a su base el 6 de septiembre. 
En su segunda patrulla de combate, el U 14 partió de Kiel el 13 de septiembre para patrullar en el Mar del Norte. Vigiló las Islas Orcadas y el área cercana a Scapa Flow para obtener información que sería aprovechada por Günther Prien en su ataque con el U 47, tras de lo cual volvió a Alemania el 29 de septiembre.
No volvió a zarpar hasta el 17 de enero de 1940 para su tercera patrulla de combate. Bajo el mando del Oberleutnant Herbert Wohlfarth, que dirigió las restantes patrullas de combate del U 14, partió de Kiel con rumbo al Mar del Norte, y tras hundir el vapor de bandera noruega Biarritz, de 1755 t, volvió a Alemania el 26 de enero de 1940. Zarpó el 11 de febrero de Wilhelmshaven para su cuarta patrulla, lugar al que retornó el 20 de febrero tras hundir en la zona del Fiordo de Moray el día 15 al vapor danés de 1066 t Sleipner, el día 16 a los vapores suecos Liana, de 1646 t,  y Osmed, de 1526 t, y al danés Rhone de 1064 t.
En su quinta patrulla, que transcurrió en la costa holandesa entre el 3 de marzo y el 11 del mismo mes, hundió el 7 de marzo al vapor holandés de 1965 t Vecht y, el día 9, a los vapores británicos Abbotsford de 1585 t, Akeld, de 643 t, y Borthwick de 1097 t. 
En la que fue su última salida de combate, patrulló al oeste de Noruega, sin que entrara en contacto con el enemigo, tras lo cual volvió a Kiel el 5 de mayo de 1940.
Después de sus seis patrullas de combate, el U 14 se usó como buque escuela y se transfirió a las flotillas de entrenamiento, sirviendo en las 23.ª Unterseebootflottille y en la 24.ª Unterseebootflottille hasta el final de la guerra, formando a las tripulaciones de los submarinos que lucharon en la Batalla del Atlántico. A pesar del alto número de bajas sufridas por la Fuerza submarina alemana, el U 14 no sufrió ninguna baja durante la guerra.

## Buques hundidos
| Fecha                  | Buque      | Nacionalidad | Tonelaje | Destino  |
| ---------------------- | ---------- | ------------ | -------- | -------- |
| 25 de enero de 1940    | Biarritz   | noruego      | 1752 t   | Hundido  |
| 15 de febrero de 1940  | Sleipner   | danés        | 1066 t   | Hundido  |
| 16 de febrero de 1940  | Rhone      | danés        | 1064 t   | Hundido  |
| 16 de febrero de 1940. | Osmed      | sueco        | 1526 t   | Hundido  |
| 16 de febrero de 1940. | Liana      | sueco        | 1656 t   | Hundido  |
| 7 de marzo de 1940.    | Vecht      | holandés     | 1965 t   | Hundido  |
| 9 de marzo de 1940.    | Akeld      | británico    | 643 t    | Hundido. |
| 9 de marzo de 1940.    | Borthwick  | británico    | 1097 t   | Hundido. |
| 9 de marzo de 1940.    | Abbotsford | británico    | 1585 t   | Hundido  |

## Destino
El U 14 fue echado a pique el 2 de mayo de 1945 en la operación Regenbogen en Wilhelmshaven.

## Comandantes
| Empleo                                  | Nombre                                      | Desde                    | hasta                    |
| --------------------------------------- | ------------------------------------------- | ------------------------ | ------------------------ |
| Oberleutnant ascendió a Kapitänleutnant | Viktor Otto Oehrn                           | 18 de enero de 1936      | 4 de octubre de 1937     |
| Oberleutnant ascendió a Kapitänleutnant | Horst Wellner                               | 5 de octubre de 1937     | 18 de octubre de 1939    |
| Oberleutnant                            | Heinrich Wilhelm Herbert Wohlfarth Parzival | 19 de octubre de 1939    | 1 de junio de 1940       |
| Kapitänleutnant                         | Gerhard Otto Bigalk                         | 2 de junio de 1940       | agosto de 1940           |
| Oberleutnant                            | Hans Otto Joachim Heinrich Heidtmann        | agosto de 1940           | 29 de septiembre de 1940 |
| Kapitänleutnant                         | Jürgen Könenkamp                            | 30 de septiembre de 1940 | 19 de mayo de 1941       |
| Oberleutnant                            | Hubertus Purkhold                           | 20 de mayo de 1941       | 9 de febrero de 1942     |
| Oberleutnant                            | Klaus Petersen                              | 10 de febrero de 1942    | 30 de junio de 1942      |
| Oberleutnant                            | Walter Köhntopp                             | 1 de julio de 1942       | 20 de julio de 1943      |
| Leutnant ascendió a Oberleutnant        | Karl-Hermann Bortfeldt                      | 21 de julio de 1943      | 1 de julio de 1944       |
| Leutnant ascendió a Oberleutnant        | Hans-Joachim Dierks                         | 2 de julio de 1944       | 6 de marzo de 1945       |